# グレンモーレンジィ蒸留所

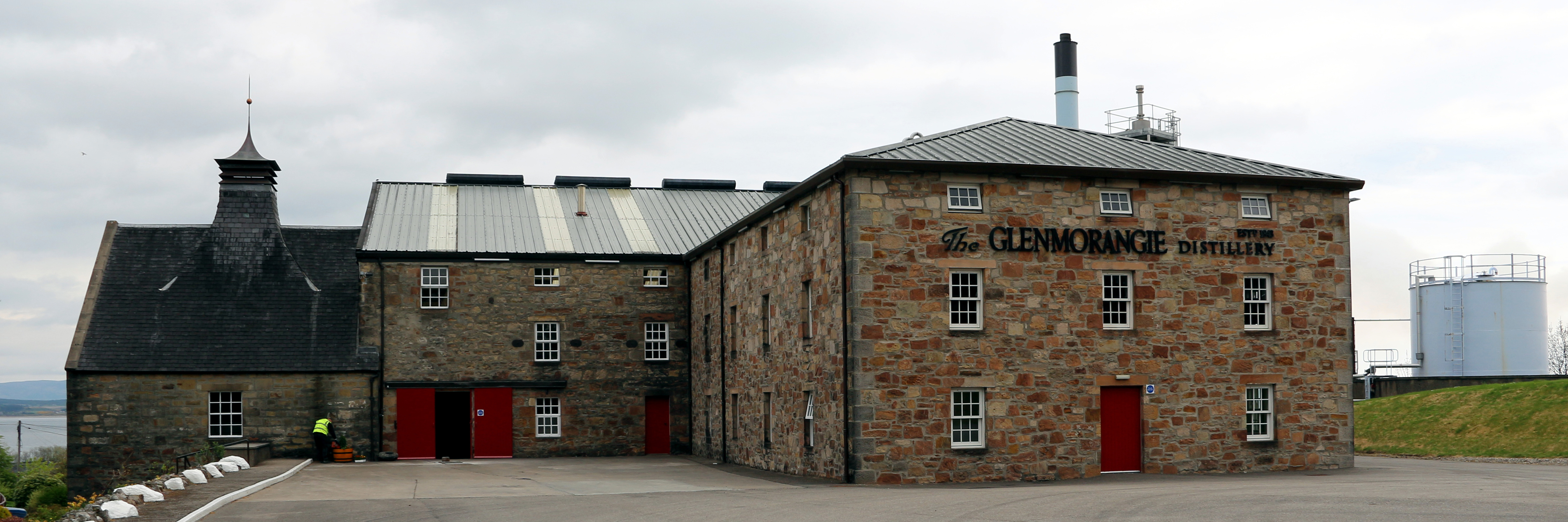
グレンモーレンジ蒸溜所

グレンモーレンジィ蒸留所（グレンモーレンジィじょうりゅうじょ、英語: Glenmorangie distillery）は、イギリス・スコットランドの主要都市インヴァネスのすぐ北のテイン（Tain）にあるウイスキー製造所で、シングルモルト・スコッチ・ウイスキーを製造している。 

## 概要
グレンモーレンジィ蒸溜所はグレンモーレンジィ社（モエ・ヘネシー・ルイ・ヴィトンの子会社）が所有しており、その主な製品はグレンモーレンジィ・シングルモルト・ウイスキーである。 グレンモーレンジィはハイランド蒸留所に分類され、スコットランドで最も高いポットスチル型蒸留器を誇っている。オリジナル、18年もの・25年もの瓶詰め、特別な樽の瓶詰め、樽の仕上げ、さらに成熟した瓶詰め、およびさまざまな特別版の瓶詰めで出荷されている。
ここでは中世から酒造が行われていたが、1843年にウイスキー専門製造所となり、近年の2004年にモエ・ヘネシー・ルイ・ヴィトンに買収されたもの。

## 参照項目
- スコッチ・ウイスキーの蒸留所一覧
- スコッチ・ウイスキー